# Гендерный разрыв в Википедии

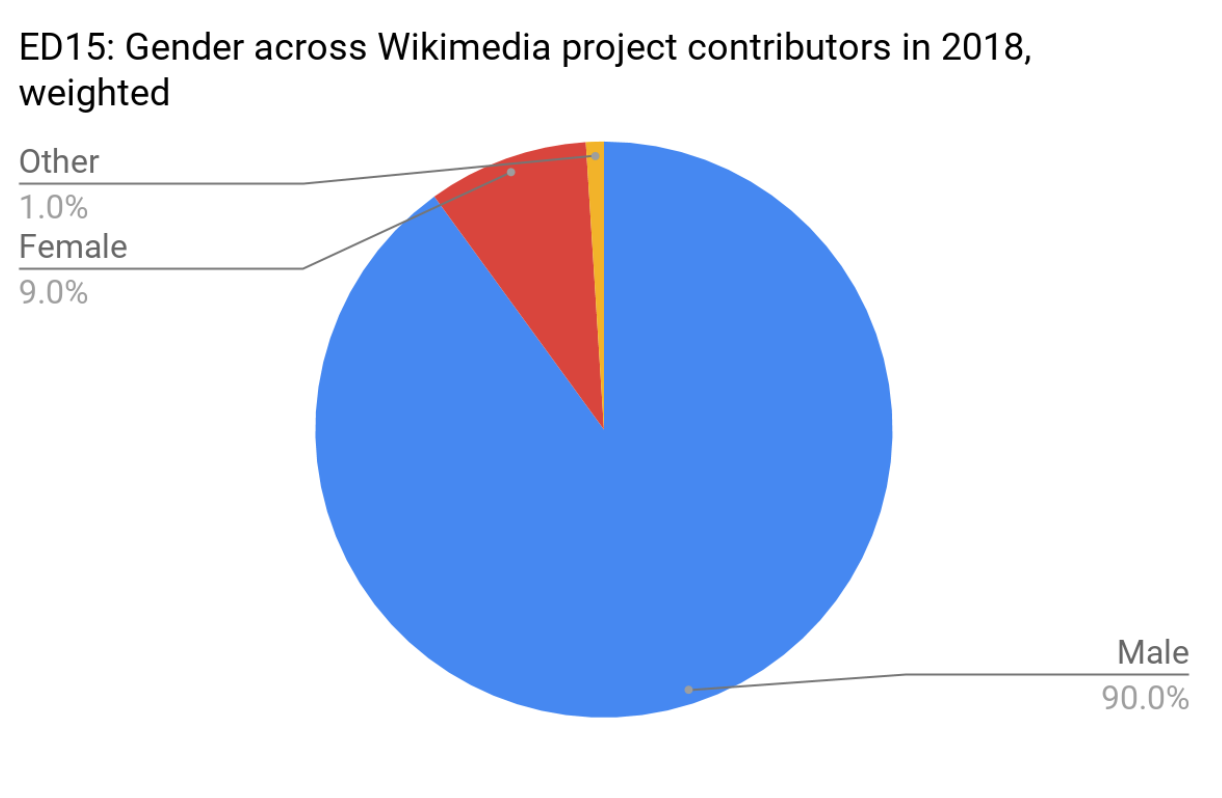
Редакторы Википедии, опрошенные Фондом Викимедиа в 2018 году, были преимущественно мужчинами.

Гендерный разрыв в Википедии — количественное преобладание мужчин среди добровольных редакторов Википедии, особенно в английском разделе. Это является одним из факторов того, что в Википедии значительно меньше статей о женщинах или о темах, важных для женщин.
Гендерный разрыв неизменно фигурирует среди самых частых критических замечаний в адрес Википедии, и также как часть более общей критики по поводу системных отклонений в Википедии. Фонд Викимедиа, который управляет Википедией, соглашается с этой критикой и предпринимает постоянные попытки увеличить представительство женщин среди редакторов Википедии. Для поощрения женщин-редакторов и расширения охвата женской тематики проводятся специальные «Вики-марафоны».

## Результаты исследований и проблемы
«Подавляющее большинство редакторов [Википедии] — это молодые мужчины с высшим образованием», демографическая группа, которая была описана как «группа гиков мужского пола, которые достаточно богаты, чтобы позволить себе ноутбук за 2000 долларов и широкополосное соединение». Опросы показали, что от 8,5 % до 16 % редакторов Википедии — женщины. Следовательно, некоторые учёные и журналисты подвергают критике Википедию за то, что в ней участвуют в основном мужчины, а также за то, что в ней непропорционально мало статей о женщинах или на темы, важные для женщин. The New York Times указала, что уровень участия женщин в Википедии может соответствовать другим «форумам общественного лидерства». В 2009 году исследование Фонда Викимедиа показало, что 6 % редакторов, внесших более 500 правок, были женщины, а средний мужчина-редактор имел вдвое больше правок.
В английской Википедии и пяти других языковых разделах проекта, которые были исследованы, отношение статей о женщинах к статьям о мужчинах было выше, чем в трёх других базах данных. Однако анализ компьютерной лингвистики показал, что способ, которым женщины и мужчины описываются в статьях, демонстрирует предвзятость, а статьи о женщинах чаще используют слова, относящиеся к полу и семье. Исследователи полагают, что это признак того, что редакторы Википедии считают мужчину «нулевым полом» (другими словами, подразумевается «мужчина», если не указано иное, мужчина в качестве нормы). Ещё одно направление критики Википедии, в частности от редакции Guardian 2014 года, заключается в том, что энциклопедия не даёт представления о том, «что действительно важно». Например, в английской Википедии, на тот момент, список порноактрис был организован лучше, чем список писательниц.
В 2010 году Университет Организации Объединённых Наций и UNU-MERIT совместно представили обзор результатов глобального исследования Википедии. 30 января 2011 года в статье New York Times цитировалось это сотрудничество с Фондом Викимедиа, где указывалось, что женщины составляют менее 13 % участников Википедии. Сью Гарднер, тогдашний исполнительный директор фонда, сказала, что растущее разнообразие заключается в том, чтобы сделать энциклопедию «настолько хорошей, насколько это возможно». Факторы, о которых говорилось в статье и которые, возможно, отвращали женщин от редактирования, включали «навязчивое царство любящих факты», ассоциации с «жёсткой толпой хакеров» и необходимость быть «открытыми для очень трудных, конфликтующих людей, даже женоненавистников». В 2013 году Хилл и Шоу оспорили результаты опроса, используя методы корректирующей оценки, предложив корректировку в сторону повышения результатов опроса и рекомендовали внести изменения в статистику, указав 22,7 % для взрослых женщин-редакторов в США и 16,1 % в среднем по всему миру.
В феврале 2011 года газета «Нью-Йорк таймс» выступила с серией авторских публикаций на эту тему под общим заголовком «Где женщины в Википедии?». Сьюзен С. Херринг, профессор информатики и лингвистики, сказала, что она не удивлена гендерным разрывом участников Википедии. Она сказала, что часто спорный характер страниц «обсуждений» статей Википедии, не привлекает многих женщин, «если не прямо отпугивает». Джозеф М. Рейгл отреагировал аналогичным образом, заявив, что сочетание «культуры хакерской элитарности» в сочетании с непропорциональным воздействием членов с высоким уровнем конфликтности (меньшинства) на атмосферу сообщества может делать его непривлекательным. Он сказал: «Идеология и риторика свободы и открытости могут затем использоваться (а) для подавления противодействию неуместных или оскорбительных высказываний, под предлогом борьбы с „цензурой“ и (б) для рационализации низкого участия женщин как вопроса их личных предпочтений и выбора». Жюстин Касселл отметила, что, хотя женщины так же хорошо осведомлены, как и мужчины, и способны защищать свою точку зрения, «в американском обществе все ещё сохраняется ситуация, когда дебаты, разногласия и энергичная защита своей позиции чаще рассматриваются как „мужское“ поведение, и использование женщинами таких речевых стилей может вызывать нарекания».
International Journal of Communication опубликовал исследование Ригра и Лорен Ру, в котором сравнивались освещение, гендерное представительство и объём тысяч биографических статей из английской Википедии и онлайн-энциклопедии Британника. Они пришли к выводу, что Википедия предоставляет лучшее освещение и более длинные статьи в целом, что в Википедии, как правило, больше статей о женщинах, чем в Британнике, в абсолютном выражении, но статьи о женщинах, описанных в Британнике, с большей вероятностью будут отсутствовать в Википедии, чем статьи о мужчинах. То есть Википедия доминировала над Британникой в покрытии биографических тем, но преимущественно в отношении биографий мужчин. Другими словами, можно сказать, что Британника более уравновешена и сбалансирована в гендерном отношении, чем Википедия. Для обеих энциклопедий объём статьи не коррелирует по признаку пола.
В апреле 2011 года Фонд Викимедиа провел первое полугодовое исследование Википедии. Согласно полученной оценке, только 9 % редакторов Википедии — женщины. Также сообщалось: «Вопреки расхожему восприятию, наши данные показывают, что очень немногие женщины-редакторы чувствуют, что их преследуют, и очень немногие считают, что Википедия является сексуализированной средой». Тем не менее, в октябре 2011 года на Международном симпозиуме по вики и открытому сотрудничеству были обнаружены доказательства, свидетельствующие о том, что Википедии может быть «культурой, устойчивой к участию женщин».
Исследование, опубликованное в 2014 году, показало, что существует также «пробел в интернет-навыках» в отношении редакторов Википедии. Авторы обнаружили, что наиболее вероятными участниками Википедии являются высококвалифицированные мужчины и что среди низкоквалифицированных редакторов нет гендерного разрыва, и пришли к выводу, что «разрыв в навыках» усугубляет гендерный разрыв среди редакторов. В течение 2010-14 годов женщины составляли 61 % участников курсов колледжа, организованных программой Wiki Education Foundation, которая включала редактирование Wikipedia в качестве части учебной программы. Их вклад, как было установлено, сместил содержание Википедии с поп-культуры и STEM в сторону социальных и гуманитарных наук.
В 2016 году Wagner et al обнаружили, что гендерное неравенство проявляется в биографическом содержании Википедии разными путями, включая неравный порог для определения значимости субъекта, тематическую и языковую предвзятость, структурное неравенство. Авторы обнаружили, что когда редакторы определяют, достаточно ли значим предмет для включения в Википедию, они предъявляют женщинам более высокий стандарт известности, в результате чего в Википедию вносятся статьи о чуть более значимых женщинах, чем мужчинах. Что касается тематической предвзятости, то в биографиях о женщинах больше внимания уделяется темам, связанным с семьёй, полом и отношениями. Это особенно верно для биографий женщин, родившихся до 1900 года. Авторы также обнаружили структурные различия с точки зрения метаданных и гиперссылок, которые имеют последствия для поиска информации.
Исследование, проведенное Фордом и Вайцманом, показывает, что исследование гендерных предубеждений продолжает определять проблему как дефицит женщин. Напротив, их центральный аргумент заключается в том, что исследования инфраструктуры в феминистской техничности позволяют вывести гендерный анализ на новый уровень. В нём рассматриваются три вопроса в рамках инфраструктуры: контентные политики, программное обеспечение и юридические рамки деятельности. Это говорит о том, что можно добиться прогресса путем изменения этой культуры производства знаний путем поощрения альтернативных знаний, сокращения технических барьеров для редактирования и устранения сложности политик Википедии.
В феврале 2018 года в «Контуре неравенства участия онлайн» Шоу и Харгиттай на основе своих исследований пришли к выводу, что для решения проблем неравенства участия, в том числе предвзятого отношения к гендерной проблематике, необходимо уделять больше внимания другим вопросам, помимо собственно неравенства. Ориентация на поощрение участников всех уровней образования и навыков, а также возрастных групп поможет улучшить ситуацию в Википедии. И пусть больше женщин узнают, что Википедия свободна для редактирования и открыта для всех, и это крайне важно для устранения предвзятости к полу.
В марте 2018 года математик Мари А. Витулли сообщила в «Записках Американского математического общества»: «Доля женщин-редакторов в Википедии остается крайне низкой».
В октябре 2018 года, когда Донна Стрикленд получила Нобелевскую премию по физике, в многочисленных публикациях упоминалось, что ранее у неё не было страницы в Википедии. Статья предлагалась, но была отклонена сообществом Википедии из-за отсутствия демонстрации «существенного освещения (а не просто упоминания) по этому вопросу».

## Причины

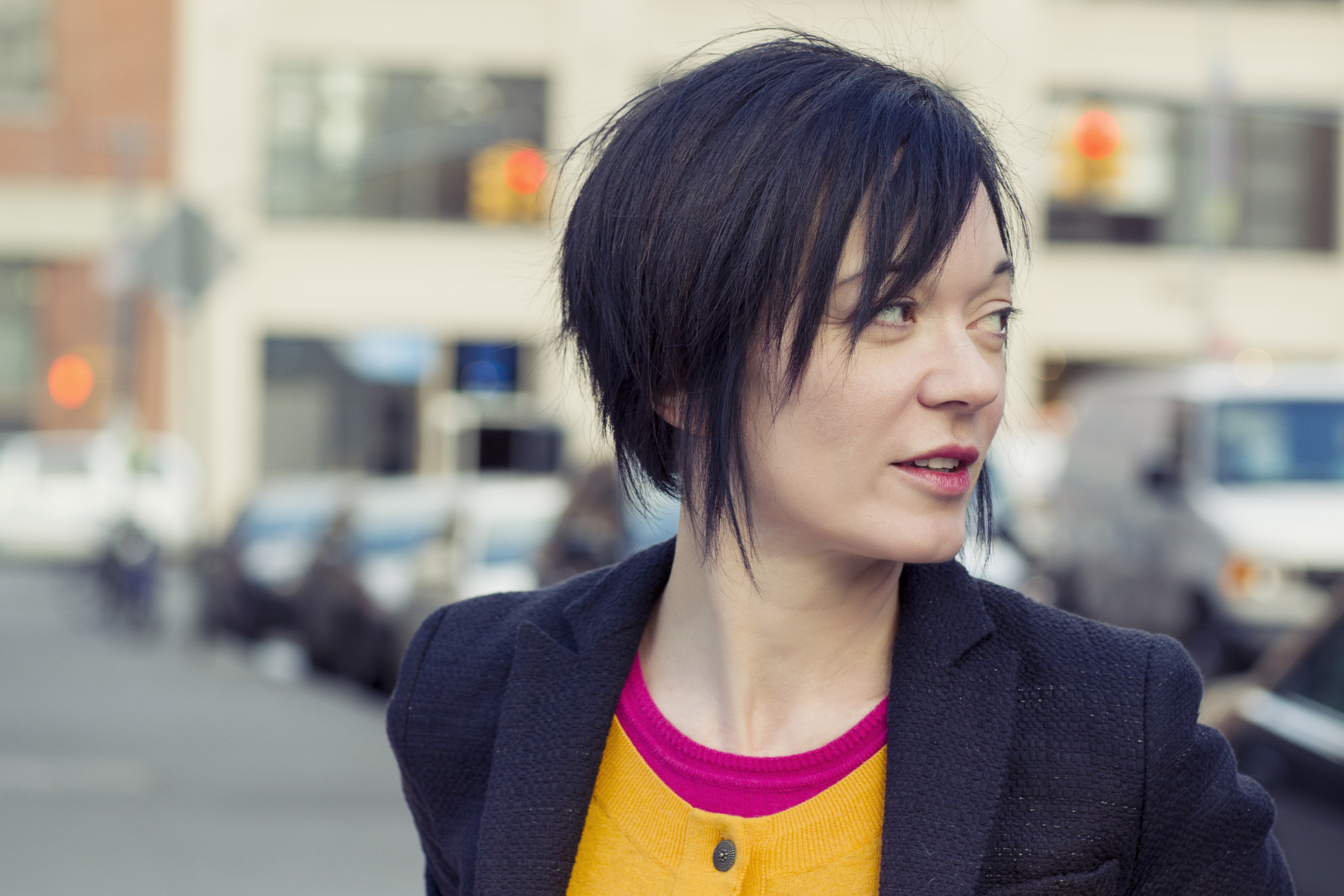
Бывший исполнительный директор Фонда Викимедиа Сью Гарднер привела девять причин, предложенных женщинами-редакторами Википедии: «Почему женщины не редактируют Википедию»

Было выдвинуто несколько предположений о причинах такого гендерного неравенства. Исследование, проведённое в 2010 году, показало, что уровень участия женщин в Википедии составляет 13 процентов, что, по наблюдениям, близко к общему уровню участия женщин (15 %) в других «форумах общественного лидерства». Исследователь Википедии Сара Стирч признала, что среди участников Википедии «довольно распространено» оставаться гендерно-анонимными. Извращенная недружелюбная культура и терпимость к языку насилия и оскорблений также являются причинами гендерного разрыва. Согласно исследованию 2013 года, ещё одной причиной гендерного разрыва в Википедии является неспособность привлечь и удержать редакторов-женщин, что негативно сказывается на тематическом покрытии Википедии. Кроме того, «… редакторы, которые публично идентифицируют себя как женщин, подвергаются преследованиям» со стороны других редакторов Википедии.
Бывший исполнительный директор Фонда Викимедиа Сью Гарднер процитировала девять причин, по которым женщины не редактируют Википедию, основываясь на комментариях редакторов Википедии-женщин:
1. Неудобный интерфейс редактирования;
2. Нехватка свободного времени;
3. Недостаток уверенности в себе;
4. Отвращение к конфликтам, нежелание участвовать в длительных войнах правок;
5. Опасения, что их вклад с большой вероятностью может быть отменён или удалён.
6. Некоторые считают общую атмосферу проекта женоненавистнической;
7. Культура Википедии сексуальна в отталкивающем смысле слова;
8. Обращение в мужском роде отталкивает женщин, использующих гендерный язык;
9. Меньше возможностей, чем на других сайтах, для социальных отношений и приветственного тона.

Хотя доля женской и мужской аудитории в Википедии примерно одинакова (47 %), женщины реже превращаются в редакторов (16 %). Некоторые исследования показывают, что в Википедии может быть сформировавшаяся культура, которая препятствует участию женщин. Лам и соавторы связывают это с различиями в представленных и отредактированных темах, ориентированных на мужчин и женщин, повышенной вероятностью того, что правки новых редакторов-женщин будут отменены, и/или что статьи с большим количеством редакторов-женщин вызывают больше споров.
Кольер и Беар в 2012 году суммировали причину барьеров, встающих перед женщинами в Википедии в трех словах: конфликтность, критичность и неуверенность. Конфликтность означает преследование в Интернете, троллинг и конкуренцию, которые обычно не нравятся женщинам; критичность относится к нежеланию женщин редактировать чужую работу и позволять редактировать свою работу кому-то ещё; неуверенность показывает, что женщины часто не слишком уверены в своей компетентности и способности редактировать и вносить свой вклад в определённую работу. Свободная политика редактирования Википедии даёт пользователям Интернета открытую платформу, а также неосознанно порождает конкурентную и критическую среду, которая ограничивает стимулы женщин к работе.
Изучая инфраструктуру Википедии, Форд и Вайцман указали на ещё одну причину, которая может усиливать гендерную предвзятость Википедии. Редактирование Википедии требует «определённых форм социотехнического опыта и авторитета, которые составляют основу эпистемологической инфраструктуры Википедии». Люди, которые наделены этим опытом и навыками, с большей вероятностью будут получать влияние в Википедии. Среди остальных значительную часть составляют женщины.
Исследования также рассматривают гендерные предрассудки в Википедии с исторической точки зрения. Конечны и Кляйн указали, что Википедия является лишь частью нашего предвзятого общества, которое имеет долгую историю гендерного неравенства. Поскольку Википедия записывает ежедневные действия отдельных редакторов, она служит одновременно «отражением мира» и "инструментом, используемым для создания «нашего мира». Несмотря на то, что гендерный разрыв медленно сокращается, он остаётся актуальной проблемой.

## Реакции
Фонд Викимедиа официально признал, что, по крайней мере, с 2011 года, когда Гарднер была исполнительным директором, в проекте существует гендерный разрыв. Фонд предпринял несколько попыток решить эту проблему, но Гарднер выразила разочарование по поводу достигнутого успеха. Она также отметила, что «во время своего очень ограниченного досуга женщины имеют тенденцию вовлекаться в общественную деятельность вместо того, чтобы редактировать Википедию». «Женщины видят технологии больше как инструмент, который они используют для выполнения задач, а не как нечто привлекательное само по себе». В 2011 году Фонд поставил задачу, чтобы к 2015 году 25 процентов его участников идентифицировали себя как женщин. В августе 2013 года Гарднер сказала: «Я не решила это. Мы не решили это. Фонд Викимедиа не решил это. Решение не придёт от Фонда Викимедиа».
В статье для Slate 2011 года, Хизер Мак Дональд назвала гендерный дисбаланс Википедии «не проблемой в поисках неверного решения». Мак Дональд утверждает: «Самое простое объяснение различий в участии в Википедии, которое соответствует повседневному опыту, заключается в том, что в среднем мужчины и женщины имеют разные интересы и предпочитают по-разному проводить свободное время».
В августе 2014 года соучредитель Википедии Джимми Уэльс объявил в интервью Би-би-си о планах Фонда Викимедиа по «сокращению вдвое» гендерного разрыва в Википедии. Уэльс сказал, что Фонд будет открыт для расширения охвата и внесения изменений в программное обеспечение.

## Усилия по увеличению представительства женщин среди редакторов

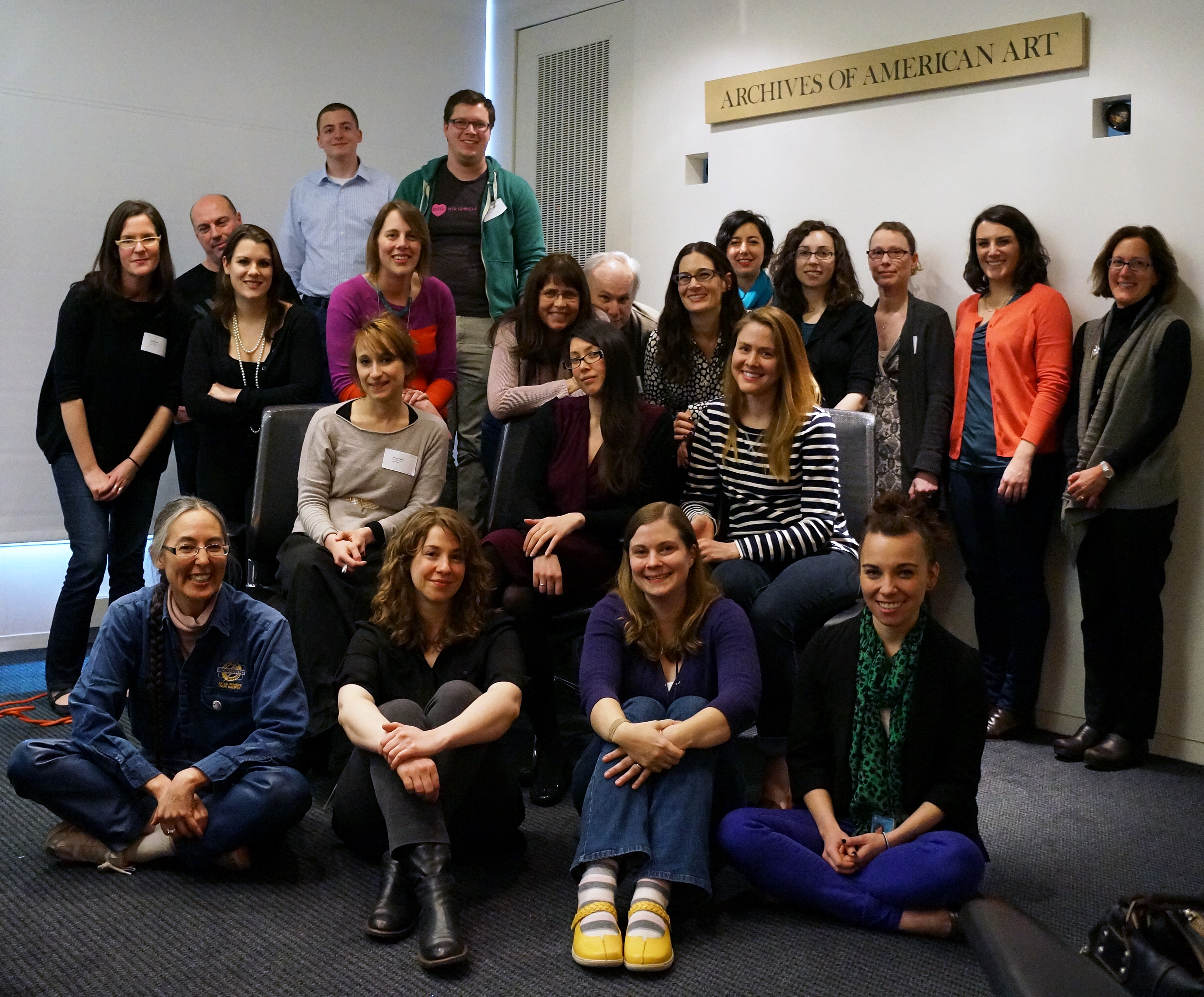
Участницы эдитатона «Женщины в искусстве» 2013 года, Вашингтон, округ Колумбия

Для увеличения охвата «женских» тем и привлечения женщин в качестве редакторов Википедии проводятся вики-марафоны. Эти мероприятия поддерживаются Фондом Викимедиа, который иногда предоставляет наставников и технологии, чтобы помочь наставникам новых редакторов в этом процессе. В ходе недавних марафонов было уделено особое внимание таким темам, как австралийские женщины-неврологи и женщины в еврейской истории.
По некоторым данным, проект VisualEditor, финансируемый Фондом Викимедиа, который позволяет редактировать Википедию по принципу WYSIWYG, отчасти направлен на сокращение гендерного разрыва.
Проект «Чайная Википедии» был запущен с целью обеспечить удобную среду для новичков, с особой целью расширения участия женщин в Википедии.
В июле 2014 года Национальный научный фонд объявил, что потратит 200 000 долларов на изучение системных отклонений в Википедии.
Многие Википроекты стремятся привлечь редакторов к написанию статей на гендерные или «женские» темы, например, такие Википроекты, как «Женщины», «Феминизм», «Гендерные исследования» и т. д.
В начале 2015 года инициатива о создании пространства «только для женщин» в Википедии была решительно отвергнута.
Летом 2015 года был запущен Википроект Women in Red в англоязычной версии Википедии, посвященной созданию новых статей о выдающихся женщинах. В основном через свои ежемесячные виртуальные правки, Women in Red поощряет редакторов участвовать в расширении охвата Википедии. Отчасти благодаря усилиям этого проекта к июню 2018 года в Википедию было добавлено около 17 000 новых женских биографий.
В 2017 году фонд Викимедиа выделил 500 000 долларов на создание более благоприятной среды для разнообразия в Википедии.
FemTechNet запустил проекты «Викисторминг», которые предлагают феминистскую стипендию.

### Освещение в СМИ
- Julie; Bort. A Growing Army Of Women Are Taking On Wikipedia's Sexism Problem (англ.) // Business Insider : journal. — 2014. — 15 February.
- Filipacchi, Amanda (24 апреля 2013). Wikipedia's Sexism Toward Women Novelists. New York Times. Архивировано 15 октября 2015.
- Amanda; Filipacchi. Sexism on Wikipedia Is Not the Work of 'a Single Misguided Editor' (англ.) // The Atlantic : magazine. — Atlantic Monthly Group, 2013. — 30 April.
- James; Gleick. Wikipedia's Women Problem (англ.) // New York Review of Books : magazine. — NYREV, 2013. — 29 April.
- Kloppenburg, Julia. Charting Diversity: Working Together Towards Diversity in Wikipedia (англ.).
- Knibbs, Kate (10 февраля 2014). Chipping away at Wikipedia's gender bias, one article at a time. The Daily Dot. Архивировано 2 мая 2014. Дата обращения: 30 апреля 2014.
- Leonard, Andrew (29 апреля 2013). Wikipedia's shame: Sexism isn't the problem at the online encyclopedia. The real corruption is the lust for revenge. Salon Media Group. Архивировано 30 апреля 2013. Дата обращения: 9 августа 2014.
- Morris, Kevin (1 мая 2013). Does Wikipedia's sexism problem really prove that the system works?. The Daily Dot. Архивировано 5 июля 2014. Дата обращения: 19 ноября 2013.
- Deanna; Zandt. Yes, Wikipedia is Sexist (англ.) // Forbes : magazine. — 2013. — 26 April.
- Zevallos, Zuleyka. Sexism on Wikipedia: Why the #YesAllWomen Edits Matter. othersociologist.com. Zuleyka Zevallos (8 июня 2014). Дата обращения: 9 августа 2014. Архивировано 15 июля 2014 года.
- Where Are the Women in Wikipedia?. New York Times. 2 февраля 2011. Архивировано 15 июля 2014. Дата обращения: 9 августа 2014. — Introduction and links to eight opinions.
- Paling, Emma (21 октября 2015). How Wikipedia Is Hostile to Women. The Atlantic. Архивировано 21 октября 2015. Дата обращения: 21 октября 2015.

### Исследования
- Glott, Ruediger. Wikipedia Survey: Overview Results (март 2010). Дата обращения: 11 августа 2014. Архивировано 14 апреля 2010 года.
- Klein, Maximilian. Monitoring the Gender Gap with Wikidata Human Gender Indicators. Cornell University Library (10 февраля 2015). Дата обращения: 23 июня 2019. Архивировано из оригинала 19 ноября 2018 года.
- Tripp, Dawn Leonard. How to Edit Wikipedia: Lessons from a Female Contributor. Anita Borg Institute. Дата обращения: 6 февраля 2015. Архивировано из оригинала 9 февраля 2015 года.
- Marit; Hinnosaar. Gender Inequality in New Media: Evidence from Wikipedia (англ.) // Journal of Economic Behavior & Organization[англ.] : journal. — 2019. — July (vol. 163). — P. 262—276. — doi:10.1016/j.jebo.2019.04.020.